# تالر (تگزاس)
تالر، تگزاس (به انگلیسی: Tolar, Texas) یک شهر در ایالات متحده آمریکا با جمعیت ۶۸۱ نفر است که در تگزاس واقع شده‌است.

## موقعیت جغرافیایی
موقعیت جغرافیایی شهرها و مناطق اطراف به شرح زیر است:

## نگارخانه

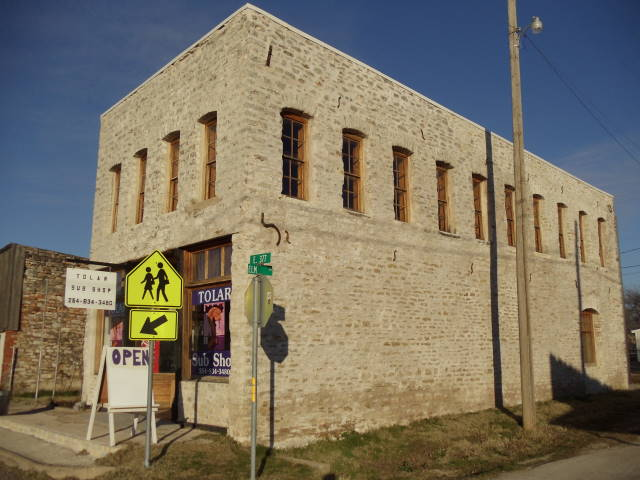
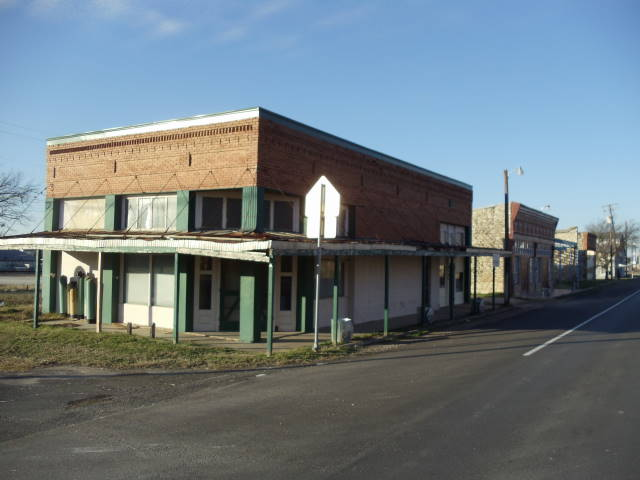
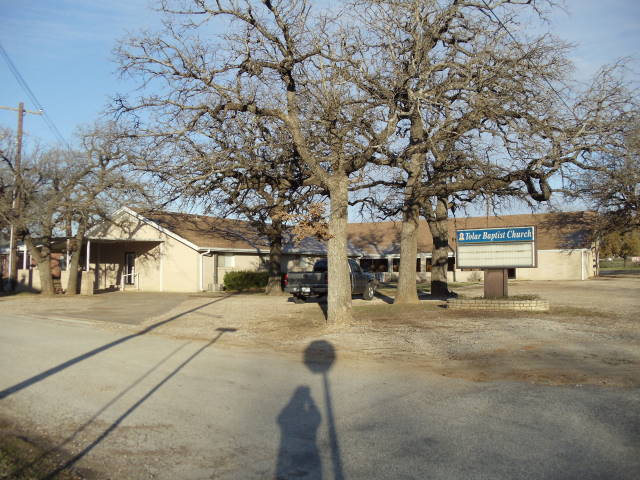
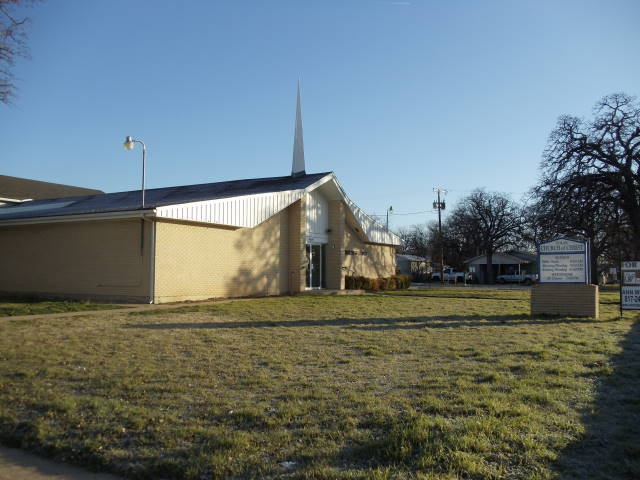
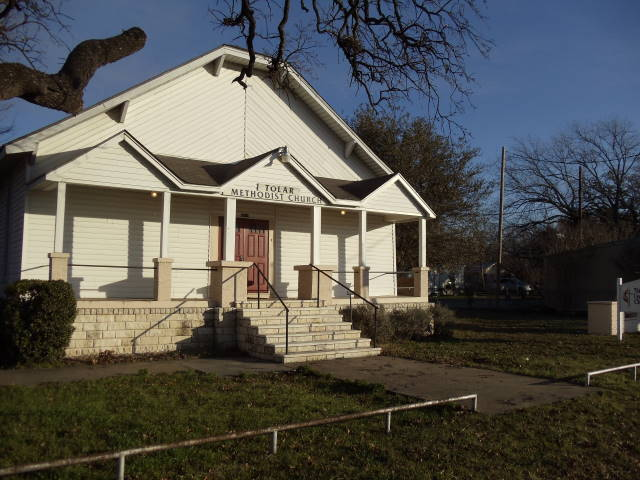
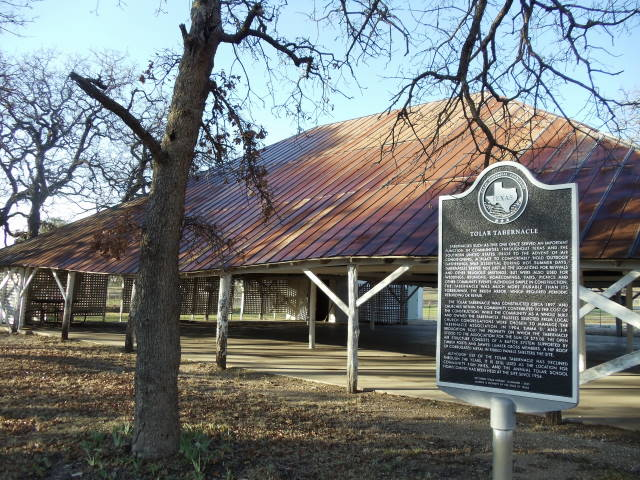